# Den Resen-Svaningske Bibel
Den Resen-Svaningske Bibel er en oversættelse af Bibelen, som blev udgivet i Danmark i 1647. Den blev også udgivet i en revideret udgave i 1740. Oversættelsen var den dominerende i Norge i lang tid og var den udgave, som Det Norske Bibelselskab udgav, da det blev stiftet i 1816.
Den Resen-Svaningske Bibel er en revision af professor Hans Poulsen Resens oversættelse i 1607. Resen skulle egentlig kun revidere en tidligere dansk oversættelse, men endte med at oversætte hele Bibelen til dansk direkte fra grundsprogene. Det var den første danske bibeloversættelse direkte fra grundsprogene hebraisk, aramæisk og græsk. I 1647 reviderede professor Hans Svane Resens oversættelse. Den revision blev kendt under navnet Den Resen-Svaningske Bibel. Oversættelsen var ret nøjagtig, men var præget af et tungt sprog og var vanskelig at forstå.